# Konkurs Eurowizji dla Młodych Muzyków 2022
20. Konkurs Eurowizji dla Młodych Muzyków odbył się 23 lipca 2022 roku w Corum w mieście Montpellier we Francji. Koncert zorganizowała Europejska Unia Nadawców oraz francuzcy nadawcy Radio France i France Télévisions jako część letniego cyklu wydarzeń muzycznych pod nazwą Festival Radio France Occitanie Montpellier.
W konkursie wzięło udział 9 państw. Zwyciężył Daniel Matejča, reprezentant Czech.

## Wybór miejsca organizacji

### Wybór miejsca organizacji
Po zwycięstwie rosyjskiego reprezentanta w edycji w 2018 - Iwana Bessonowa, kierownik wykonawczy EBU Jon Ola Sand poinformował rosyjskiego nadawcę Rossija K, że EBU jest otwarte na ideę zorganizowania konkursu w 2020 w zwycięskim państwie. 8 lipca 2019 roku Europejska Unia Nadawców ogłosiła, że konkurs odbędzie się jednak w Zagrzebiu 21 czerwca 2020 roku. 18 marca 2020 roku konkurs został przełożony na czas nieokreślony. 3 lutego 2022 roku norweski nadawca Norsk Rikskringkasting (NRK) publikując regulamin swoich preselekcji do konkursu ujawnił, że konkurs w 2022 odbędzie się we francuskim mieście Montpellier.

## Przebieg konkursu

### Organizacja
Pierwotnie konkurs miał odbyć się 21 czerwca 2020 w Zagrzebiu by zbiec się ze światowym dniem święta muzyki, jednak 18 marca 2020 został przełożony na czas nieokreślony z powodu pandemii COVID-19. Konkurs w 2022 jest więc ponownie dwudziestym. Przyszłość konkursu pozostawała niepewna do 3 lutego 2022, kiedy to norweski nadawca NRK opublikował regulamin swoich preselekcji do konkursu. Konkurs zostanie zorganizowany w ramach letniego cyklu wydarzeń muzycznych Festival Radio France Occitanie Montpellier przez nadawców Radio France i France Télévisions.

### Prowadzący
28 marca 2022 kanał Culturebox ogłosił na portalach społecznościowych, że prezenterką konkursu została Judith Chaine. Dramaturg jest znana z prowadzenia wraz z Cyrilem Féraudem od 2018 roku program Musiques en fête, oraz prowadzenie od 2019 roku Victoires de la musique classique corocznej francuskiej nagrody w dziedzinie muzyki klasycznej.

## Członkowie jury
Do profesjonalnego jury zostały wybrane następujące osoby:
- Christian-Pierre La Marc – francuski wiolonczelista, zwycięzca międzynarodowych konkursów: Philharmonia w Londynie, YCA w Nowym Jorku i Haydn w Wiedniu[20].
- Mūza Rubackytė – przewodnicząca jury, litewska pianistka nazwana narodową artystką Litwy, nagrodzona Orderem Wielkiego Księcia Giedymina[21].
- Nora Cismondi – szwajcarska oboistka, grająca z orkiestrą w narodowej operze w Paryżu, członkini Orchestre national de France od 2007[22].
- Pierre Rousseau – dyrektor Festiwalu Radio France Montpellier, który zorganizował konkurs.
- Tedi Papavrani – albański skrzypek i tłumacz. W czasie swoich koncertów występował z Orchestra di Bologna, Bamberger Symphoniker oraz Orchestre de Paris.

## Kraje uczestniczące
Pierwsza lista uczestników została ogłoszona 21 lutego 2022, przy czym tylko osiem krajów potwierdziło swój udział, najmniej od konkursu w 1984 roku. Po tym, strona internetowa Virtuosos ujawniła, że Chorwacja również będzie konkurować, co doprowadziło do liczby konkurentów do dziewięciu. Spośród uczestników Austria i Francja powróciły po nieobecności w poprzedniej edycji, a 11 krajów, które brały udział w poprzedniej edycji, nie powróciło wróciło w tym roku.
| Lp. | Kraj      | Reprezentant                    | Instrument  | Utwór                                                                                   | Miejsce |
| --- | --------- | ------------------------------- | ----------- | --------------------------------------------------------------------------------------- | ------- |
| 1   | Chorwacja | Ivan Petrović-Poljak            | fortepian   | F. Liszt: I Koncert fortepianowy Es-dur                                                 | –       |
| 2   | Francja   | Maxime Grizard                  | skrzypce    | A. Dvořák: Koncert na wiolonczelę                                                       | –       |
| 3   | Polska    | Milena Pioruńska                | skrzypce    | H. Wieniawski: II Koncert skrzypcowy                                                    | –       |
| 4   | Niemcy    | Philipp Schupelius              | wiolonczela | P. Czajkowski: Pezzo Capriccioso op.62                                                  | 2       |
| 5   | Austria   | Alexander Svetnitsky-Ehrenreich | klarnet     | C. M. von Weber: II Koncert na klarnet Es-dur, część III „Alla Polacca”                 | –       |
| 6   | Norwegia  | Alma Serafin Kraggerud          | skrzypce    | C. Saint-Saëns: Wstęp i Rondo Capriccioso op.28                                         | 3       |
| 7   | Belgia    | Thaïs Defoort                   | wiolonczela | E. Elgar: I Koncert wiolonczelowy e-moll op.85                                          | –       |
| 8   | Szwecja   | Lukas Flink                     | puzon       | H. Tomasi: I Koncert puzonowy, Andante i Scherzo-Valse                                  | –       |
| 9   | Czechy    | Daniel Matejča                  | skrzypce    | D. Szostakowicz: I Koncert skrzypcowy część III i IV Cadenza, Allegro con brio – Presto | 1       |

## Pozostałe kraje
By kraj kwalifikował się do potencjalnego udziału w Konkursie Eurowizji dla Młodych Muzyków, musiał być aktywnym członkiem Europejskiej Unii Nadawców. Obecnie nie wiadomo, czy Europejska Unia Nadawców wydała zaproszenia do udziału wszystkim 56 aktywnym członkom, tak jak ma to miejsce w kwestii Konkursu Piosenki Eurowizji.

### Aktywni członkowie EBU
- Hiszpania – chociaż hiszpański nadawca Radiotelevisión Española (RTVE) nie wypowiedział się o udziale w konkursie po ogłoszeniu jego powrotu w 2022 roku, w kwietniu 2020 szefowa hiszpańskiej delegacji Ana María Bordas potwierdziła swoje plany organizacji powrotu do udziału w przyszłej edycji po tym, jak kraj nie był w stanie potwierdzić swojego udziału w 2020 na czas ze względu na wątpliwości co do sposobu wyboru reprezentanta[35]. Szefowa delegacji przekazała także, że nadawca jest „bardzo” zainteresowany powrotem[36]. Finalnie 21 lutego 2022 kraj nie znalazł się na liście uczestniczących państw[37].
- Słowenia – 5 lutego 2022 słoweński nadawca Radiotelevizija Slovenija (RTVSLO) potwierdził, że pomimo planowanego udziału w konkursie w 2020 nie weźmie udziału w 2022 ze względu na problemy finansowe[38].

Poniższe kraje potwierdziły, że nie planują powrócić do udziału w konkursie w 2022 bez podania przyczyny:

- Bułgaria – BNT[39]
- Dania – DR[40]
- San Marino – SMRTV[41]
- Szwajcaria – SRG SSR[42]

Poniższe kraje potwierdziły, że nie planują dokonywać debiutu podczas konkursu w 2022 bez podania przyczyny:
- Walia – S4C[43][44]

### Członkowie spoza EBU
- Białoruś – białoruski nadawca Biełteleradyjokampanija (BTRC) 1 lipca 2021 został wykluczony z Europejskiej Unii Nadawców na okres trzech lat[45][46][47], co powoduje, że BTRC będzie mogła wziąć udział najwcześniej w 2024, chyba że EBU zdecyduje się na wcześniejsze przywrócenie członkostwa[48].